# District d'Orosháza
Le district d'Orosháza (en hongrois : Orosházi járás) est un des 9 districts du comitat de Békés en Hongrie. Créé en 2013, il compte 57 706 habitants et rassemble 8 localités : 6 communes et 2 villes dont Orosháza, son chef-lieu.
Cette entité existait déjà auparavant, jusqu'à la réforme territoriale de 1983 qui a supprimé les districts.

## Localités
- Békéssámson
- Csanádapáca
- Gádoros
- Kardoskút
- Nagyszénás
- Orosháza
- Pusztaföldvár
- Tótkomlós